# Praha-Šeberov
Praha-Šeberov je samosprávná městská část hlavního města Prahy v obvodu Praha 4. Její území je tvořeno téměř celým katastrálním územím Šeberov a malými výběžky katastrálního území Kunratice. Součástí Šeberova jsou kromě vlastního Šeberova i Hrnčíře, které nemají samostatné katastrální území. Samosprávná městská část Praha-Šeberov navazuje na existenci samostatné obce Šeberov, která se od Chodova oddělila roku 1909 a 1. července 1974 byla z okresu Praha-západ připojena k Praze, ale zachovala si vlastní místní národní výbor až do roku 1990, kdy byly v Praze ustaveny samosprávné městské části. K 31. 12. 2024 měla 3 322 obyvatel.
Přenesenou působnost pro správní obvod městské části Praha-Šeberov vykonává městská část Praha 11 (Chodov-Jižní Město) v rámci správního obvodu, do kterého patří kromě jejího vlastního území ještě městské části Praha-Křeslice a Praha-Újezd. 

## Územní vymezení
Do června 2014 bylo území samosprávné městské části Praha-Šeberov totožné s katastrálním územím Šeberov. Hlavními základními sídelními jednotkami jsou Hrnčíře a Šeberov, v převážně nezastavěných územích jsou vymezeny ZSJ Lada, U Hrnčířů a V černém rybníce. Území je zhruba vymezeno na severu ulicí Na Jelenách, na východě dálnicí D1, západní hranice je v oblasti Kunratické spojky a jižní hranice tvoří hranici Prahy. 
K 1. červenci 2014 byla upravena hranice samosprávných městských částí Praha-Šeberov a Praha-Kunratice v okolí Kunratické spojky tak, že přestala odpovídat hranici katastrálních území Šeberov a Kunratice a vznikly tak v převážně nezastavěném území oboustranné přesahy.
Katastrální hranice Šeberova a Kunratic kopíruje východní břeh rybníků Šeberák a Olšanského rybníka. Neobydlená a téměř nezastavěná část katastrálního území Šeberov západně od Kunratické spojky až k břehům Šeberovského a Olšanského rybníka byla nově vymezena jako základní sídelní jednotka U Šeberáku-východ, územně technická jednotka Šeberov-Praha-Kunratice (výměra 0,311869 km²) a připojena k městské části Praha-Kunratice. Na tomto území se nachází jen jedna nečíslovaná budova, na soukromé parcele č. 1479/2. 
Naopak dva výběžky na jihovýchodním okraji katastrálního území Kunratice, dosahující až k zástavbě Hrnčíř, východně od elektrického vedení 110 kV (nově ZSJ Hrnčíře-U Kunratické spojky a Hrnčíře-západ), byly samosprávně připojeny k městské části Praha-Šeberov: změna se dotkla též čtyř kunratických číslovaných rekreačních budov (če. 23, 501, 502 a 55) a několika dalších, nečíslovaných objektů podobného charakteru, které tak nově samosprávně spadají pod Šeberov, i když jim zůstalo kunratické číslování. Tento pás je přitom součástí urbanistického celku, k němuž patří též objekty če. 422 a čp. 422 na ploše, která zůstala v městské části Praha-Kunratice
- ZSJ Hrčíře-západ, územně technická jednotka Kunratice-Praha-Šeberov díl 2, výměra 0,284034 km²
- ZSJ Hrnčíře-U Kunratické spojky, územně technická jednotka Kunratice-Praha-Šeberov díl 2, výměra 0,008077 km²

Jihovýchodní část souvislé a ucelené zástavby Hrnčíř jakožto urbanistického celku patří katastrálně i samosprávně k obci Vestec v okrese Praha-západ. Několik ulic, které přecházejí mezi oběma katastry a obcemi, má harmonizované názvy, tj. jak v Praze, tak ve Vestci mají stanovený shodný název: jde o ulice V březí, V úhoru a U Hrnčíř. Liší se však pravopis: zatímco v Praze se úhor i březí píšou s malým počátečním písmenem, ve Vestci s velkým. 